# Верста
Верста́, верства́ — давня міра відстані, яка вживалась до прийняття метричної системи мір в Україні, Білорусі та Росії. Одна верста дорівнює 500 сажням чи 1 066,781 м (що відповідає 3500 англійським футам початку XX століття, які були трохи коротші від теперішніх).

## Етимологія
Слово верства, верста походить від прасл. *vьr̥stva (з ранішої форми *vьr̥ttva), що вважається спорідненим з лит. varstas («верста») і лат. versus («поворот плуга в кінці гонів», «довжина борозни», у латинській мові надалі — «рядок», «вірш») і виводиться з пра-і.є. *u̯ert-/*u̯r̥t- («вертіти», «крутити»). Первісним значенням було «віддаль між двома поворотами плуга», надалі виникли додаткові значення: «ряд снопів на току», «соціальний стан» тощо.

## На Московщині
Величина версти неодноразово змінювалась залежно від числа сажнів, що входили в неї і величини самого сажня. У словнику Брокгауза і Ефрона згадується «старую русскую версту» в 656 сажнів та іншу в 875 сажнів; древніший метрологічний довідник знає «старую версту… въ 700 саж[енъ] своего времени, а еще старѣе въ 1000» (Обидва джерела говорять про одне і теж, тільки Брокгауз-Ефрон перевів все в пізніші 48-вершкові сажні). На Московщині Уложенням 1649 року була встановлена верста в 1 тис. сажнів. В той самий час у XVIII столітті почали використовувати і шляхову версту в 500 сажнів.

## Таблиця переводу верст (1066,781 м) в кілометри
Десятки верст — в лівому стовпчику, одиниці верст — в верхньому рядку, результат — на перехресті.
|    | 0       | 1       | 2       | 3       | 4       | 5       | 6       | 7       | 8       | 9       |
| -- | ------- | ------- | ------- | ------- | ------- | ------- | ------- | ------- | ------- | ------- |
| 0  | 0,000   | 1,067   | 2,134   | 3,200   | 4,267   | 5,334   | 6,401   | 7,467   | 8,534   | 9,601   |
| 1  | 10,668  | 11,735  | 12,801  | 13,868  | 14,935  | 16,002  | 17,068  | 18,135  | 19,202  | 20,269  |
| 2  | 21,336  | 22,402  | 23,469  | 24,536  | 25,603  | 26,670  | 27,736  | 28,803  | 29,870  | 30,937  |
| 3  | 32,003  | 33,070  | 34,137  | 35,204  | 36,271  | 37,337  | 38,404  | 39,471  | 40,538  | 41,604  |
| 4  | 42,671  | 43,738  | 44,805  | 45,872  | 46,938  | 48,005  | 49,072  | 50,139  | 51,205  | 52,272  |
| 5  | 53,339  | 54,406  | 55,473  | 56,539  | 57,606  | 58,673  | 59,740  | 60,807  | 61,873  | 62,940  |
| 6  | 64,007  | 65,074  | 66,140  | 67,207  | 68,274  | 69,341  | 70,408  | 71,474  | 72,541  | 73,608  |
| 7  | 74,675  | 75,741  | 76,808  | 77,875  | 78,942  | 80,009  | 81,075  | 82,142  | 83,209  | 84,276  |
| 8  | 85,342  | 86,409  | 87,476  | 88,543  | 89,610  | 90,676  | 91,743  | 92,810  | 93,877  | 94,944  |
| 9  | 96,010  | 97,077  | 98,144  | 99,211  | 100,277 | 101,344 | 102,411 | 103,478 | 104,545 | 105,611 |
| 10 | 106,678 | 107,745 | 108,812 | 109,878 | 110,945 | 112,012 | 113,079 | 114,146 | 115,212 | 116,279 |

## У культурі
- Верства келебердя́нська (пиря́тинська, чугу́ївська і т. ін.) — жартівлива назва дуже високої людини[4].